# Plesiocolochirus ignava
Plesiocolochirus ignava är en sjögurkeart som först beskrevs av Ludwig 1874.  Plesiocolochirus ignava ingår i släktet Plesiocolochirus och familjen korvsjögurkor. Inga underarter finns listade i Catalogue of Life.